# Râul Ciocodel
Râul Ciocodel este un curs de apă, afluent al râului Valea Rea. 